# Napállandó

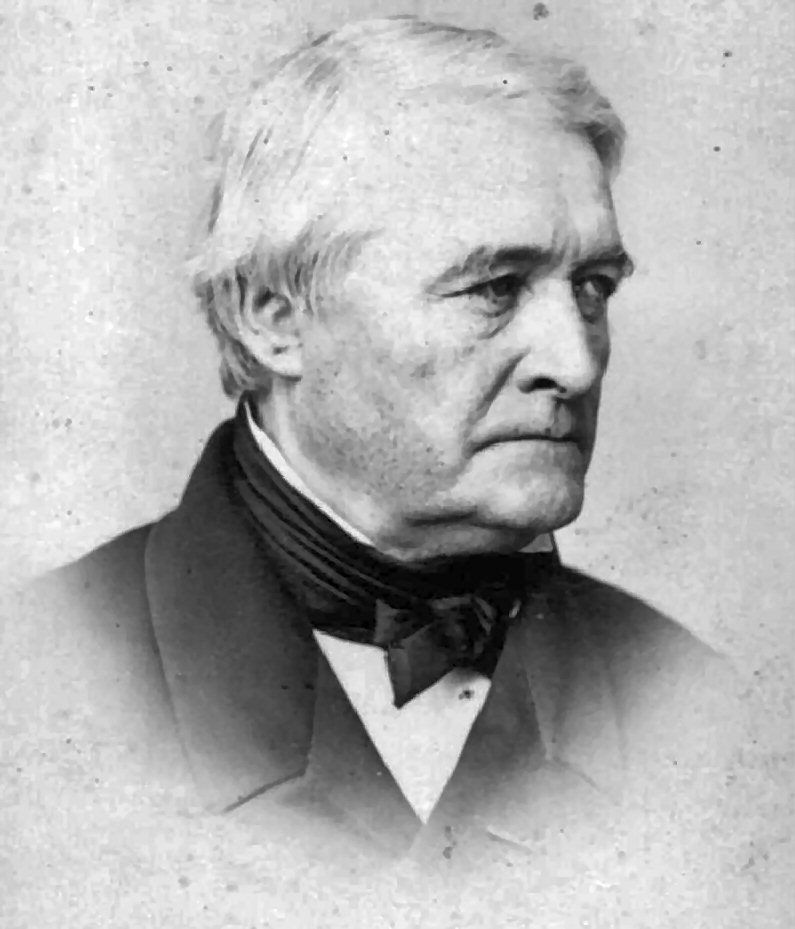
Claude Servais Mathias Pouillet

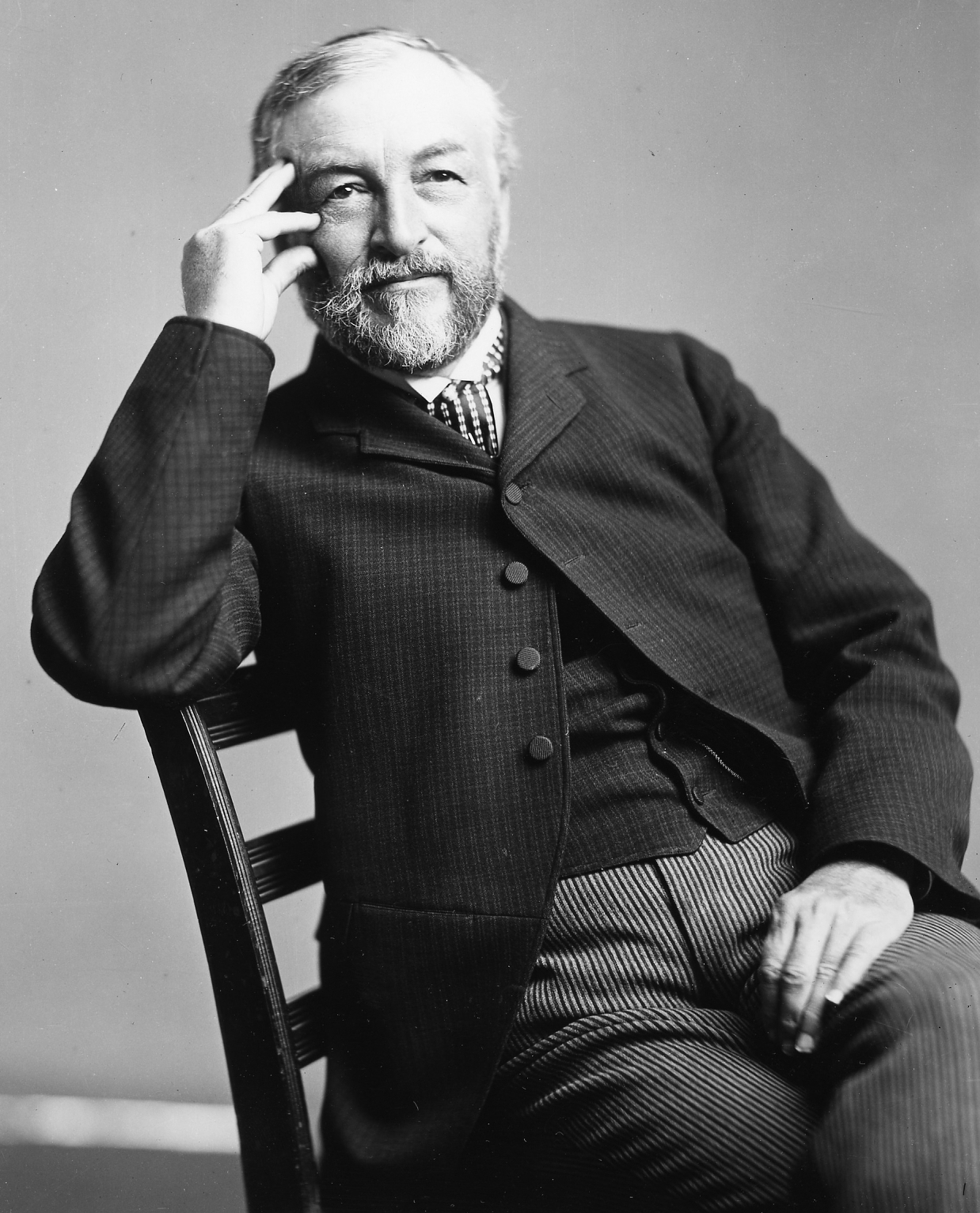
Samuel Pierpont Langely

A napállandó a Nap kisugárzott energiamennyiségének az a része, mely eléri a földi légkört. A földi légkör 1 négyzetméterére merőlegesen beeső teljesítmény 1361 watt. Ez a mennyiség a napállandó. Ez a sugárzás sokféle hullámhosszból áll össze, így tartalma: rádióhullám, infravörös fény, látható fény, ultraviola fény, röntgensugárzás stb. Értéke a Nap-Föld távolságából és a Napból érkező energia mennyiségétől függ. A napállandót műholdakkal mérik.
Másképpen: a Föld közepes naptávolságában a Napra merőleges 1 m²-es felületen egy másodperc alatt áthaladó energia mennyisége.
Értéke a napfoltokkal összhangban jelentősen ingadozik, ezért nem tekinthető igazi fizikai állandónak.

## A napállandó mérése
1838-ban Claude Servais Mathias Pouillet francia fizikus egy vízzel telt edényben nyelette el a Nap sugárzását és mérte a hőmérséklet változását. Az eredmény közel járt a ma ismert értékhez.
1883-ban Samuel Pierpoint Langley amerikai asztrofizikus bolométerrel mérte és határozta meg a napállandót.
1978 óta bebizonyosodott, hogy a napállandó értéke az év során hónaponként változik. Ennek oka a  Nap-Föld távolságnak folyamatos változása (a Föld a Nap körül ellipszis alakú pályán kering).